# 1975 no jornalismo
Nesta página encontrará referências aos acontecimentos directamente relacionados com o jornalismo ocorridos durante o ano de 1975.

## Eventos
- Fim da publicação da revista "A Cigarra" em São Paulo. Publicado desde 1914.

## Nascimentos
| Data           | Nome            | Profissão                                                | Nacionalidade  | Observações | Ref |
| -------------- | --------------- | -------------------------------------------------------- | -------------- | ----------- | --- |
| 18 de setembro | Poliana Abritta | jornalista                                               | Brasil         |             |     |
| 20 de setembro | André Henning   | jornalista, locutor, radialista, apresentador e repórter | Brasil         |             |     |
| ?              | Tom Rachman     | jornalista e escritor                                    | Estados Unidos |             |     |

## Mortes
| Data           | Nome                     | Profissão                                                       | Nacionalidade | Observações | Ref   |
| -------------- | ------------------------ | --------------------------------------------------------------- | ------------- | ----------- | ----- |
| 3 de março     | António Assis Esperança  | escritor e jornalista                                           | Portugal      | n. 1892     | [ 1 ] |
| 20 de agosto   | Arlindo de Andrade Gomes | jurista, jornalista e político                                  | Brasil        | n. 1884     |       |
| 25 de outubro  | Vladimir Herzog          | jornalista                                                      | Brasil        | n. 1947     |       |
| 2 de dezembro  | Alfredo Guisado          | poeta e jornalista                                              | Portugal      | n. 1891     |       |
| 8 de dezembro  | Plínio Salgado           | político e jornalista, fundador da Ação Integralista Brasileira | Brasil        | n. 1895     |       |
| 30 de dezembro | Clemente Comandulli      | jornalista esportivo                                            | Brasil        | n. 1927     |       |